# Tehachapi
Pour la chaîne de montagnes, voir Monts Tehachapi.
La ville de Tehachapi (en anglais [təˈhætʃəpi]) est située dans le comté de Kern, dans l’État de Californie, aux États-Unis. Sa population s’élevait à 14 414 habitants lors du recensement de 2010, estimée à 12 630 habitants en 2017.

## Démographie
| 1890 | 1910 | 1920 | 1930 | 1940  | 1950  |
| ---- | ---- | ---- | ---- | ----- | ----- |
| 255  | 385  | 458  | 736  | 1 264 | 1 685 |

| 1960  | 1970  | 1980  | 1990  | 2000   | 2010   |
| ----- | ----- | ----- | ----- | ------ | ------ |
| 3 161 | 4 211 | 4 126 | 5 791 | 10 957 | 14 414 |

## Source
- (en) Cet article est partiellement ou en totalité issu de l’article de Wikipédia en anglais intitulé « Tehachapi, California » (voir la liste des auteurs).